# 김영민 (생물학자)
김영민(1948년 1월 27일~)은 대한민국의 생물학자이다.

## 개요
1967년 연세대학교 생물학과에 입학, 1971년에 졸업하였고 1974년부터 1976년까지 동 대학원에서 미생물학 전공으로 이학석사를 취득했다. 이후 1978년부터 1981년 말까지 미국의 Indiana University에서 세균생리학을 연구하여 <<Studies on the mechanism of carbon monoxide oxidation of in Pseudomonas carboxydohydrogena>>라는 논문으로 박사학위를 취득했다. 1985년 일산화탄소를 먹고사는 세균을 발견, 첫 분리추출에 성공하였다.(1985년 6월 26일자 경향신문 참조)
1982년 3월부터 2013년 2월까지 연세대학교 이과대학 생물학과(생명시스템대학 시스템생물학과)에서 조교수/부교수/교수를 역임하였다.
주된 연구 분야는 세균에 의한 일산화탄소 및 메탄올 산화 기작과 새로운 항결핵 후보물질 개발이다. 2001년 1월부터 2002년 12월까지 한국미생물학회연합 부회장을 역임하였고, 2004년 8월부터 2006년 7월까지 이과대학 학장직을 맡았다.

## 교외 행정 및 학회 활동 경력
- 2000. 2 ~ 2001. 1 한국과학재단 (생명과학전문위원)
- 2000. 1 ~ 2000. 12 사단법인 한국미생물학회 (회장)
- 2001. 1 ~ 2002. 12 한국미생물학회연합 (부회장)
- 2002. 3 ~ 2004. 2 한국과학재단 (발전자문위원회 위원)
- 2006. 1 ~ 2006. 12 사단법인 한국분자•세포생물학회 (회장)

## 저서
- 대학생물학. 1988. 집현사
- 생물학실험. 1993. 아카데미서적.
- 분자생물학. 1997. 아카데미서적.
- 완전식품 스피루리나. 2000. 한가람서원.
- 일반미생물학. 2004. 라이프사이언스

## 역서
- 일반미생물학(7판). 2008. 라이프사이언스.
- 미생물학(7판). 2008. 라이프사이언스.
- Prescott의 핵심미생물학(1판). 2009. 지코사이언스.
- 미생물학(8판). 2012. 라이프사이언스.
- 일반미생물학(8판). 2012. 라이프사이언스.

## 상훈
- 1990.5 학술상 (자연과학부문, 연세대학교)
- 1992.4 과학기술우수논문상 (한국과학기술단체총연합회)
- 2005.5 우수연구업적상 (연세대학교)
- 2007. 10 한탄상 (한탄생명과학재단)
- 2013. 2 옥조근정훈장 (교육과학기술부)